# Šmiklavž, Slovenj Gradec
Šmiklavž este o localitate din comuna Slovenj Gradec, Slovenia, cu o populație de 150 de locuitori.